# الکساندر پورتنوف
الکساندر پورتنوف (انگلیسی: Aleksandr Portnov؛ زادهٔ ۱۷ سپتامبر ۱۹۶۱) شیرجه‌رو اهل اتحاد جماهیر شوروی سوسیالیستی است.
وی در مسابقات کشوری و بین‌المللی در مجموع برندهٔ ۱ مدال طلا شده‌است.